# Shenel Crooke
Shenel Drucilla Crooke (sinh ngày 14 tháng 10 năm 1993) là một vận động viên chạy nước rút từ Saint Kitts và Nevis. Cô đã thi đấu ở nội dung 100 mét tại Đại hội Thể thao Khối thịnh vượng chung 2018 để vào bán kết.

## Giải đấu quốc tế
| Năm                               | Giải đấu                                                  | Địa điểm                          | Thứ hạng                          | Nội dung                          | Chú thích                         |
| Representing Saint Kitts và Nevis | Representing Saint Kitts và Nevis                         | Representing Saint Kitts và Nevis | Representing Saint Kitts và Nevis | Representing Saint Kitts và Nevis | Representing Saint Kitts và Nevis |
| --------------------------------- | --------------------------------------------------------- | --------------------------------- | --------------------------------- | --------------------------------- | --------------------------------- |
| 2010                              | Central American and Caribbean Junior Championships (U20) | Santo Domingo, Dominican Republic | 5th                               | 4 × 100 m relay                   | 47.30                             |
| 2015                              | Pan American Games                                        | Toronto, Canada                   | 18th (h)                          | 100 m                             | 11.43 (w)                         |
| 2015                              | NACAC Championships                                       | San José, Costa Rica              | 16th (h)                          | 100 m                             | 11.65                             |
| 2018                              | Commonwealth Games                                        | Gold Coast, Australia             | 17th (sf)                         | 100 m                             | 11.69                             |
| 2018                              | Central American and Caribbean Games                      | Barranquilla, Colombia            | 6th                               | 100 m                             | 11.53                             |

## Thành tích cá nhân tốt nhất
Ngoài trời
- 100 mét - 11,42 (+1,5 m/s, Winston-Salem 2016)
- 200 mét - 23,73 (+0,2 m/s, Lexington 2017)

Trong nhà
- 60 mét - 7,40 (New York 2017)
- 200 mét - 23,94 (Boston 2017)